# Albin Stenroos
Oskar Albinus Stenroos, detto Albin (Vehmaa, 24 febbraio 1889 – Helsinki, 30 aprile 1971), è stato un maratoneta e mezzofondista finlandese, campione olimpico di maratona a Parigi 1924.

## Biografia
Ai Giochi olimpici di Stoccolma 1912 vinse due medaglie, una d'argento ed una di bronzo. Ai Giochi olimpici di Parigi 1924 vinse l'oro nella maratona ottenendo un tempo migliore dell'italiano Romeo Bertini (medaglia d'argento) e dello statunitense Clarence DeMar.
Muore nel 1971 e viene sepolto nel cimitero di Hietaniemi ad Helsinki.

## Palmarès
| Anno | Manifestazione  | Sede      | Evento          | Risultato | Prestazione | Note |
| ---- | --------------- | --------- | --------------- | --------- | ----------- | ---- |
| 1912 | Giochi olimpici | Stoccolma | 10000 m piani   | Bronzo    | 32'21"8     |      |
| 1912 | Giochi olimpici | Stoccolma | Cross a squadre | Argento   | 11 p.       |      |
| 1924 | Giochi olimpici | Parigi    | Maratona        | Oro       | 2h41'22"6   |      |

## Altre competizioni internazionali
1909
- Bronzo alla Maratona di Helsinki ( Helsinki) - 3h03'54"

1926
- Argento alla Maratona di Boston ( Boston) - 2h29'40"